# Ōtomo no Tabito

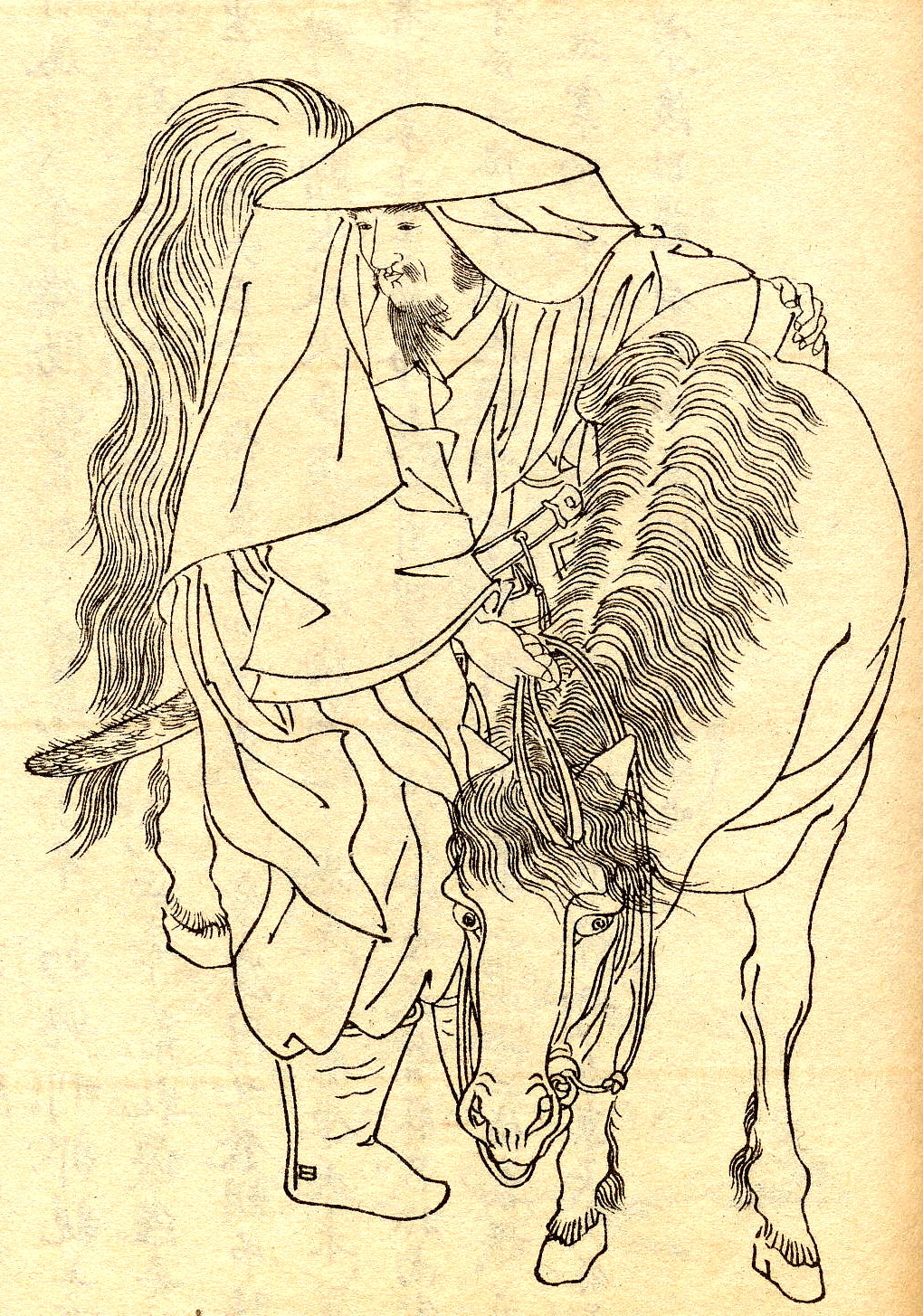
Ōtomo no Tabito, Zeichnung von Kikuchi Yōsai (1788–1878)

Ōtomo no Tabito (jap. 大伴 旅人; * 665; † 731) war ein japanischer Dichter des Altertums. Er ist besser bekannt als Sohn von Ōtomo no Yasumaro und Vater von Ōtomo no Yakamochi. Beide waren Mitherausgeber einer der bedeutendsten Anthologien der japanischen Literaturgeschichte, des Manyōshū.

## Leben
Er erhielt die Stellung eines Generals zur Linken und Chūnagon und wurde 720 nach Kyūshū entsendet, um einen Aufstand der Hayato niederzuschlagen.
Er trat im Jahre 728 einen neuen Posten als Leiter des Dazaifu an. Während dieser Zeit steht er in Kontakt mit Yamamnoue no Okura, einem Dichter und Gouverneur der Provinz Chikuzen. Kurz danach starb seine Frau, die ihn begleitet hatte. Seine Erinnerungen als er zwei Jahre später 66-jährig auf seiner Rückkehr in die Hauptstadt Kap Minume umrundet, sind in Gedicht 3–450 dieses Werkes erhalten. Seine Empfindungen bei der Rückkehr in das nun leere Haus in Gedicht 3–451 und 3–452. Wenig später stirbt er.
Das Gedicht 3–344 des Manyōshū ist ein Loblied von Ōtomo auf den Sake:

「あな醜 賢しらをすと 酒飲まぬ 人をよく見れば 猿にかも似る」

„Ana miniku sakashira o su to sake nomanu hito o yoku mireba saru ni ka mo niru“

„Oh, wie hässlich. Schau ihn dir gut an, den Mann, der überheblich ist und keinen Sake trinken würde, und er schaut genau wie ein Affe aus.“

Durch das Manyōshū sind über 80 Gedichte von Ōtomo no Tabito erhalten. Ein weiteres chinesisches Gedicht ist im Kaifūsō erhalten.